# Heinz-Christian Strache
Heinz-Christian Strache (Wenen, 12 juni 1969) is een Oostenrijkse politicus. Van 2005 tot 2019 was hij de leider en het gezicht van de nationaal-conservatieve FPÖ.

## Politieke loopbaan
Strache, aanvankelijk tandtechnicus van beroep, is sinds 1991 actief in de politiek. In 2001 werd hij voor de FPÖ verkozen in het parlement van Wenen. Hij werd aanvankelijk beschouwd als een trouwe bondgenoot van Jörg Haider, maar interne spanningen binnen de partij maakten hier in 2005 een eind aan. Haider scheidde zich af en richtte de BZÖ op, terwijl Strache gekozen werd als de nieuwe leider van de FPÖ.
Met Strache als lijsttrekker boekte de FPÖ zetelwinst bij vier opeenvolgende parlementsverkiezingen. De partij behaalde 21 zetels in 2006, 34 zetels in 2008, 40 zetels in 2013 en 51 zetels in 2017. Tussen 2008 en 2017 was de FPÖ de grootste oppositiepartij in de Nationale Raad en Strache vervulde in deze periode de functie van oppositieleider.
Na de verkiezingen van 2017 stapte de FPÖ in een regeringscoalitie met de ÖVP onder leiding van Sebastian Kurz. In het kabinet-Kurz I, dat op 18 december 2017 aantrad, was Strache vicekanselier en minister voor Overheidszaken en Sport.

### Ibiza-schandaal
Half mei 2019 raakte Strache in opspraak nadat er een video was verschenen, waarin te zien was dat hij in de aanloop naar de landelijke verkiezingen in 2017 bereid was om een vrouw die zich valselijk voordeed als de nicht van een Russische oligarch, overheidsopdrachten toe te spelen in ruil voor steun tijdens de verkiezingscampagne. Strache zei in een reactie dat het ging om een privégesprek en dat hij zich wel degelijk aan de wet wilde houden. Hij noemde het desondanks "dom, onverantwoordelijk en fout" en op 18 mei 2019 gaf hij aan uit de regering te stappen. Enkele dagen daarna namen alle andere FPÖ-ministers ook ontslag en viel het kabinet. Strache trad eveneens terug als partijleider van de FPÖ; in die functie werd hij opgevolgd door Norbert Hofer.
Ondanks de regeringscrisis werd Strache bij de Europese verkiezingen, die vlak daarop volgden, met voorkeurstemmen verkozen. Hij nam zijn zetel echter niet in. In oktober 2019 kondigde hij aan zich uit de politiek terug te trekken, waarna zijn FPÖ-lidmaatschap in december van dat jaar werd ingetrokken. In 2020 keerde Strache terug als leider van een nieuw opgerichte partij, Team HC Strache – Allianz für Österreich, waarmee hij deelnam aan de lokale verkiezingen in Wenen. Hij haalde er de kiesdrempel echter niet.
In augustus 2021 werd Strache veroordeeld tot een voorwaardelijke gevangenisstraf van 15 maanden wegens corruptie en omkoping. Hij ging hiertegen in beroep. Op een tweede proces wegens corruptie werd Strache in juli 2022 vrijgesproken.